# XIII
『XIII サーティーン〜大統領を殺した男〜』は、2004年8月5日にマーベラスインタラクティブからPlayStation 2とXboxで発売されたゲームソフト。海外ではニンテンドー ゲームキューブ版やPC版などもある。すべての記憶を失った男「XIII（サーティーン）」が自らの記憶を取り戻しながら陰謀に迫るファーストパーソン・シューティングゲームである。

## 概要
同名のバンド・デシネが原作となっている。
トゥーンレンダリング技術によるアニメ調のグラフィックが特徴のファーストパーソン・シューティングゲームとなっている。

## システム
不明

## あらすじ
彼は米東海岸の浜辺で気が付いた。しかし全ての記憶を失っていて自分が誰なのかも分からない。手がかりはポケットに入っていた銀行の鍵と"ⅩⅢ"の入れ墨、それと彼に襲いかかる謎の集団だけだった。謎の殺し屋たちを退けた時、自分がコマンド隊員並の戦闘力を持っていることに気づく。彼は襲撃者を撃退し、鍵に名称が刻印されていたウィンズロー銀行へと向かう。銀行員は彼のことを"ローランド"と呼び、貸金庫へ案内する。その貸金庫には、パスポートと既に作動している時限爆弾が預けられていた。パスポートには、"スティーブ・ローランド"という名前も記されていた。時限爆弾を見た彼は、それを自らが設置したという記憶の一部が甦る。

## 主な登場人物
XIII（サーティーン）
声：山路和弘 / 英：英:デイヴィッド・ドゥカヴニー
記憶を無くした主人公。本名はスティーブ・ローランド。元ナンバーズ。ウィリアム・シェリダン大統領を殺した男。ストーリーを進めていくことによって、彼が過去に関わっていたと思われる大統領暗殺の真相が、次第に解き明かされていく。
ジョーンズ少佐（Major Jones）
声：DOUBLE / 英:イヴ
キャリントン将軍の部下。XIIIと協力する。
キャリントン将軍（General Carrington）
声：石塚運昇 / 英:アダム・ウェスト
アメリカ軍を指揮する総司令官。XIIIを支援する。行方不明となっている。
エイモス大佐（Amos）
声：辻村真人
FBI捜査官。大統領殺しの容疑でXIIIを追う。
マングース（Mongoose）
声：青野武
ナンバーズ所属。XIIIを幾度も殺そうとする。番号はXII。
キム・ローランド（Kim Rowland）
声：田中敦子 / 英：ジョディ・フォレスト
XIIIの妻。